# 伯都王
伯都王（？—？），一说即大同王，瓦剌贵族首领，脱懽之子，也先的弟弟。
也先被杀后，伯都王弃众西逃哈密，投奔姐姐哈密忠顺王的母亲弩温答失里。明英宗天顺五年（1461年），被明朝朝廷封为都督佥事，他的儿子兀忽纳为指挥佥事，多次遣使随哈密使臣向明朝朝贡。